# テムザック
株式会社テムザック(Tmsuk Co., Ltd.)は、福岡県宗像市に本社を構えるロボットの開発・製造・販売をおこなう企業である。“人とロボットの安全で快適な共存社会を創出する”趣旨のもとに設立された。

## 概要
会社代表者・髙本陽一の祖母・髙本イナが自動車部品商「高本商会」を1953年に創業。その後トロール船内の原魚加工ラインの製造で日本水産等と取引を行い、陸上の加工食品工場の製造ラインの設計・製造・敷設等も行い、脱着式の食品用ベルトコンベアを主力とする。髙本陽一の三代目社長就任を機に社名を「株式会社テムス」に変更。
1993年にテムス社新社屋移転に際して玄関ホールの受付用ロボットとしてテムザックI号機を開発。これが話題となり、音声認識機能搭載のII号機を受注。福岡県工業技術センターの福岡創造的中小企業振興対策費（補助金）を受けてPHS回線による遠隔操作可能なIII号機を完成、続けてIV号機 TMSUK04を完成させる。
この頃からロボット開発経費がテムス社本業の収益を圧迫するようになった。そこでロボット研究室を別会社とし、新たに出資者を募って2000年1月4日に「株式会社テムザック」を設立した。なお、設立の母体となった株式会社テムスは業績悪化に伴い2009年に破産している。
その後、警備・案内、家庭留守番（#番竜シリーズ）、レスキュー（#援竜シリーズ）など様々なタイプのロボットの開発や製造を行っている。二足歩行ロボット（#WLシリーズ）も開発する。
PHS回線（携帯電話回線）を利用してロボット搭載CCDカメラから映像を取得するとともにロボットをリアルタイム遠隔操作する技術はテムザック社の得意とする技術である。また多くの大学・企業・各種団体などと産学官共同開発を行う。

## 製作したロボット
テムザックI号機
受付・案内ロボット。全高1170mm、全幅900mm、重量200kg。1993年1月開発。テムス社玄関ホールに設置。自動ドアに反応、来客者にタッチパネルで目的地（部署）を選択させ、磁気テープ上を走行して案内する。音声で挨拶もする。人件費削減のため製作、結果的に割高となるも話題を呼んだ。
テムザックII号機
音声認識・会話ロボット。全高1100mm、重量80kg。1997年5月開発。I号機の機能に、35通りの会話が可能な音声認識機能が追加された。
テムザックIII号機
遠隔操作ロボット。全高1150mm、全長720mm、全幅750mm、重量120kg。1998年3月開発。PHS回線を介して頭部のCCD映像を取得するとともにキーボードないしジョイスティックで操作する。マイクとスピーカーで音声情報の伝達（会話）も可能。北九州・門司から東京・銀座にあるロボット本体を遠隔操作した。
テムザックIV号機 TMSUK04
ヒューマノイド遠隔操作型ロボット。全高1200mm、全長750mm、全幅600mm。最高速度3km/h。補助金を元に1999年10月に開発。27の関節を有する。スカート部分の下に左右独立した駆動二輪と前後補助輪を有する。15機を製作。同時に操作性・携帯性に優れた専用コントローラも製作。ROBODEX2000（パシフィコ横浜）に出展。
テムザックIV-2号機 TMSUK04-2
不整地走行可能遠隔操作ロボット。全高1650mm、全長1550mm、全幅1150mm、重量350kg。最高速度2km/h。2001年開発。TMSUK04の車輪部分を6輪車にし、20センチほどの段差を乗り越えられるようにした。ザ・ロボット博（ナガシマスパーランド）出展。
テムザックV号機 T-5
汎用大型超遠隔操作型ロボット。全高2500mm、全長2900mm、全幅1800mm、重量800kg。最高速度6km/h。2000年11月開発。工事現場や災害現場等で人の代わりに作業することを想定したコンセプトモデル。上半身は環境に配慮して水圧駆動とした。ガソリンエンジンでクローラ走行する。
ハイテク金魚ちょうちん KINGYO
山口県柳井市の民芸品「金魚ちょうちん」をモチーフとした遠隔操作ロボット。2001年開発。瞼・腕・尾ビレが可動し、頭頂部にはカメラがあり、口の部分にはDVD用液晶ディスプレイがある。愛称はしらかべ金蔵くん。

### 番竜シリーズ
番竜初号機 番竜T7S
携帯電話で操作する家庭用ユーティリティーロボット。2002年開発。速度は分速3メートル。FOMA回線を用い、音声による遠隔操作が可能。動歩行するステゴサウルス型のT7S TYPE1/T-Dragon ステゴザウルスと、静歩行するトリケラトプス型のT7S TYPE2/T-Dragon トリケラトプスの2タイプがあり、ステゴザウルス型は早稲田大学高西研究室の協力による。
番竜2号機 番竜T72S
家庭用ユーティリティーロボット。2002年開発。番竜初号機と比べて分速15メートルと速度が向上し、10cmほどの段差を乗り越える。金沢工業大学南戸研究室・新コスモス電機と共同開発したにおいセンサーを搭載。
番竜限定販売機 番竜T73S
家庭用ユーティリティーロボット。全高650mm、全長900mm、全幅630mm、重量35kg（含バッテリー）。2003年3月開発。限定50台。留守宅の不審者や異常（音・温度・臭い）をセンサーで検知し、携帯電話に通知する。PHSで遠隔操作が可能。保守管理運用のため三洋電機やオムロンと提携。
T7-4 ロボリア
家庭用留守番ロボット。全高260mm、全長260mm、全幅270mm、重量3.25kg。2004年開発、2005年12月16日発売。番竜T73Sの後継に位置づけられる。名称は「ロボット」＋「インテリア」から。FOMAを介して自宅の様子の確認、テレビ電話としての利用、留守番役として家の異常を携帯に通知する機能を持つ。フロアライト機能もある。

### 援竜シリーズ
T-52 援竜
レスキューロボット。全高3450mm、全長3500mm、全幅2400mm（左右腕部全開で10m）、総重量5t。クローラ走行で最高速度3km/h。動力源はディーゼルエンジン。北九州市消防局、独立行政法人消防研究所、京都大学と共同開発した。2004年1月1日発表、同年1月11日に北九州市消防出初式で初公開。災害現場の瓦礫撤去や、人間が接近できない場所での救助活動をする。搭乗操作と遠隔操作の両方が可能。T-5の水圧駆動から油圧駆動に変更され大幅に出力が増大した。
T-53 援竜
レスキューロボット。全高2800mm、全長2320mm、全幅1400mm（左右腕部全開で7230mm）、総重量2.95t。クローラで走行。防災ロボット開発会議のメンバーと共同で開発。2007年7月に正式リリースした。1台およそ4500万円。T-52で得られたデータがフィードバックされ、機体はダウンサイジングならび性能向上した。京都大学メカトロニクス研究室による「同期動作制御」を導入し、直感的に作業できるようになる。機体デザインはシモダユウスケ。T-52と同じく油圧で駆動し、動力源は水冷3気筒過流式ディーゼルエンジン。およそ6時間の稼動が可能。18の自由度を持ち、うち腕部自由度は6つ、手部自由度は1つ。手動操作および遠隔操作が可能で、遠隔操作ではジョイスティックを利用する。通信は無線LANおよびPHS方式。ロボット初の車両ナンバーを取得（小型特殊自動車）。8月3日には中越沖地震被災地の新潟県柏崎市で実働、倒壊した家屋の瓦礫撤去を行った。

### WLシリーズ
WL-15R
実用型二足歩行ロボット。全高1200mm、重量65kg（バッテリー搭載）・58kg（有線電源）。最大積載重量18kg。最大歩幅200mm。2002年6月開発。シリンダーを組み合わせたパラレルリンクロボット。WLは「Waseda Leg」の略。
WL-16
実用型二足歩行ロボット。全高1200～1540mm、重量52kg。最大積載重量60kg。最大歩幅300mm。CPUはPentium III/850MHz。2003年製。スチュワートプラットフォーム機構（アクチュエータ6本×両脚）にて歩行。上部に人間や重量物、人間型ロボットを積載できる。歩行制御に「ZMP安定判別規範に基づくモーメント補償軌道算出アルゴリズム」を採用。
WL-16R
WL-16の改良型。全高1160～1500mm、重量55kg。可搬重量増加と消費電力低減のために自重支持トルク低減機構を追加し、稼働時間の伸張と最大積載重量の増加（60kg→94kg）を可能とした。CPUはPentium III/1GHz。
WL-16RII
全高1200 - 1540mm、重量57kg。WL-16Rを更に改良し、歩行可能段差高をWL-16Rの135mmから、建築基準法の踏上寸法（230mm以下）以上の250mmまで可能とした。歩行制御も改良。CPUはPentium III/850MHz。博多リバレイン（当時はロボスクエアというブースがあった）周辺で実証実験を行った。
WL-16RIII
全高1280mm、重量68kg。CPUはPentium III/850MHz。2006年4月開発。アクチュエータを二段直動型にして伸縮の安全性と速度を確保。また搭乗者の受動的力学モデルを反映させ歩行をより安定させた。公道などの実在する不整路面に対して適応した歩行を実現。実証実験は福岡城址などで行われた。

### 雷鳥
雷鳥1号
雑草抑制用の小型農業ロボット。

### QC、T
QC-SR
警備・監視等実用ロボット。全高1850mm、全長全幅650mm、重量130kg。最高速度3km/h。2002年3月開発。建築物内を自動で巡回し、エレベータも自律乗降する。遠隔操縦で初期消火等に対応可能。NEDOの「即効型地域新生コンソーシアム研究開発」プロジェクトとして、北九州工業高等専門学校や九州工業大学などと共同開発。
T62K
警備・監視等実用ロボット。全高1570mm、全長820mm、全幅660mm、重量100kg。2002年4月開発。最高速度3.5km/h。QC-SRの後継機。
T-63 アルテミス
巡回警備ロボット。全高1570mm、全長820mm、全幅660mm、重量100kg。最高速度7km/h。2004年開発。T62Kの後継機。稼働時間も向上。プログラムにより自動巡回し、エレベータを操作してフロア間も移動する。不審者や不審物を発見時には携帯電話に映像を転送し、遠隔操作に切り替わる。遠隔操作でカラーボールを発射したり噴霧装置を稼動させることもできる。植物への水遣りも行う。
TYPE-200501 ムジロー／リグリオ
屋外対応警備案内ロボット。赤色基調のムジローと青色基調のリグリオの2機。デザインは石垣純哉。ムジローを黒川伊保子が、リグリオを石垣純哉が命名した。全高1500mm、全長900mm、全幅1000mm、重量130kg。最高速度はムジローが3.5km/h、リグリオが7km/h。2005年2月開発。NEDOの委託事業により開発。T-63アルテミスの技術をベースにGPS、レンジセンサー、画像認識、壁透過人感センサーなどを組み込む。タッチパネルと発声で案内をする。不審物発見時には胴体に格納された7関節の腕2本で除去することができる。愛知万博の開催期間185日をフル稼働した。
TYPE-200502 新歩
ヒューマノイド型2足歩行ロボット。全高1520mm、全長430mm、全幅617mm、重量72kg。歩行速度1.8km/h。2005年3月開発。腰旋回運動と足関節旋回自由度を従来より向上させ、膝を伸ばしての歩行を可能とした。指の多関節化によってじゃんけんができる。新潟県立自然科学館の受注開発ロボットで、来館者は操縦席に搭乗して遠隔操作体験できるよう常設展示される。
TYPE-200503 プレホスピタルケアロボット
救命支援ロボット。全高1750mm、全長1800mm、全幅1050mm、重量140kg。2005年5月開発。愛知万博向けに九州大学などと共同開発。ロボットに体調の悪化した人が座ると病院や救護室に自動通報されるとともに、血圧・心拍数・心電図・血中酸素飽和度などのバイタルサインを自動的に測定開始する。テレビ電話での通信機能や、遠隔走行および手動走行も可能。
T10-2 キヨモリ
2足歩行ロボット。甲冑をまとった外観。全高1600mm（鍬形まで1850m）、全幅700mm、重量74kg。歩行速度0.5～1km/h。2005年12月開発。早稲田大学高西研究室と共同開発。全身の39関節部によりスムーズな動作が可能となり、歩行の際には膝の伸縮を実現。2005年12月12日に宗像大社辺津宮にて催された「ロボット祈願祭」で関係者とともに参拝、これがデビューとなる。2006年にはボルドーの「ワインフェスティバル」に参加した。
T-82
小型軽量アクチュエータ／サーボアンプ搭載の多指ハンドを有するロボット。中小企業基盤整備機構・戦略的基盤技術力強化事業に基づき、九州大学・株式会社安川電機・株式会社サイメックスと共同で2006年1月開発。同年1月9日に博多リバレインでデモンストレーションを行い、その際にキャンディーを包装して手渡すという柔軟な動きを見せた。
T12-1／T12-2
ショッピングサービスロボット。全高1700mm、全長1200mm、全幅730mm、重量160kg。最高速度6km/h。経済産業省の「平成17年度電子タグ実証実験事業」に基づいて2006年2月開発。ICタグの位置・商品・店舗の情報を活用してショッピングの支援を行うことの実証実験機。ICタグを用いた社会インフラの整備によってサービスロボットの低価格化・汎用化の可能性をダイヤモンドシティ・ルクルにて検証。T12-1は買物客に同行して店舗を案内し荷物を代わりに持ち運び、ICタグで当該商品の情報を提示する。T12-2は家庭PCから操作して買い物を行う。
T2-4
火災検知用巡回警備ロボット。全高1120mm、全長740mm、全幅580mm、総重量60kg。最高速度3km/h。2007年2月開発。腕部はないがリディック型。プログラムされた経路を自動巡回し、匂い・炎・温度センサーで異常を感知したときは通報し、必要に応じて遠隔操作に切り替えられる。登載匂いセンサーは発煙・発火より前の段階で感知するほどの高精度。九州大学、金沢工業大学、金沢星稜大学、北九州市立大学、新コスモス電機、北九州市消防局の共同開発。

### その他
RIDC-01 リディック
案内・掃除サービスロボット。全高1300mm、全長960mm、全幅700mm、重量100kg。最高速度3km/h。ロボット産業振興会議（福岡県・北九州市・福岡市）から受注し、九州工業大学・株式会社キットヒットと共同で2005年11月開発。雑踏内で対話可能な音声認識機能を有し、対話シナリオに沿って応答する。頭部のプロジェクタで壁や地面に映像を投影する。道端のゴミを回収する清掃機能も搭載。
受付ロボット フレア(Furea)
福島県会津若松市の会津中央病院に導入されたリディック型の受付ロボット。全高1500mm、全長800mm、全幅700mm、重量120kg。青と白のカラーリング。2006年10月開発。タッチパネルや音声認識（会津弁にも対応）で質問を受け、頭部プロジェクタの映像や腕部プリンタの印字出力で目的地を表示する機能を持つ。
案内ロボット ニコット(Nikkot)／ナビィ(Navy)
会津中央病院に導入されたリディック型の案内ロボット。全高1300mm、全長700mm、全幅700mm、重量100kg。緑と白のカラーリング。2006年10月開発。最寄りエレベータ前まで来院者を誘導・案内（ニコット）し、腕部で荷物を持ち運ぶ（ナビィ）。バッテリーが減少すると自動で充電装置に行く。健康チェッカー（加速度脈波計）が頭部に収納されている。
ユビコ(ubiko)
リディック型の受付・案内ロボット。全高1130mm、全長800mm、全幅630mm、重量100kg。最高速度3km/h。2006年11月開発。人材派遣会社のユビキタス・エクスチェンジが行う「ロボット派遣サービス事業」で用いられる。音声認識で会話し、プロジェクタで映像を投影し、入力した地図情報をもとに自動走行する。無線LANを介しての遠隔操作も可能。

## 開発中のロボット
システム天井施工ロボット
鹿島建設と共同で開発中の群ロボット。群制御とエッジAI（人工知能）の技術により6台のロボットが連携してオフィスビルの天井を施工する。
SPD-X
小型の群ロボット。カメラやセンサーなどの作業用機器と、それを載せて管内を走行する移動用のベースマシンに分れた構成で、水道管やガス管などの狭小空間で検査・修理などを行う。

## 関連会社
- テムザック三洋株式会社
  - 株式会社テムス（設立母体。破産）